# اسلام در بحرین
اسلام در بحرین، به عنوان دین رسمی شناخته می‌شود. تعداد مسلمانان این کشور به مرور زمان و به جهت مهاجران و حضور کارگران فصلی از کشورهای غیر مسلمانی همچون هند، فلیپین و سریلانکا، درصد مسلمانان در کشور کاهش یافته است. بر اساس سرشماری صورت گرفته در سال ۲۰۱۰ در بحرین، ۷۰.۲ درصد از جمعیت این کشور، مسلمانان هستند. آخرین سرشماری فرقه‌ای صورت گرفته در این کشور که مربوط به سال ۱۹۴۱ است، ۵۲ درصد جمعیت این کشور را شیعه، ۴۸ درصد را سنی اعلام کرده‌است.

## تاریخ

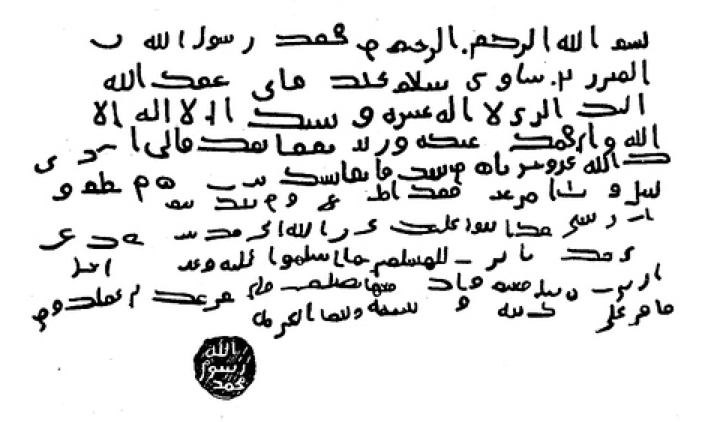
نامه‌ای که محمد به منذر بن ساوی، والی وقت بحرین ارسال کرده است.

پیش از ورود اسلام به این سرزمین، ساکنان قطر و بحرین به آئین بت پرستی مشغول بودند. در قرن هفتم میلادی و پس از آنکه اسلام همه منطقه را فرا گرفت، محمد پیامبر اسلام، فرستاده خود علاء بن حضرمی را به سوی منذر بن ساوی فرستاد. منذر حاکم بحرین بود که بر نواحی کویت، قطر،احسا، قطیف و بحرین امروزی بود. پس از آنکه فرستاده محمد، حاکم را به اسلام فراخواند، منذر دعوت وی را پذیرفت و در اعلامی عمومی، اسلام آوردن خود را منتشر کرد. با این اعلام، ساکنان عرب بحرین و قطر و از جمله گروهی از ایرانیان مقیم قطر، مسلمان شدند. بنابراین سال ۶۲۸ میلادی، آغاز دوره اسلامی در بحرین است. ریشه‌های شیعه در منطقه نیز به سال‌های ۶۵۶ تا ۶۶۱ میلادی برمی‌گردد که علی بن ابی طالب به خلافت رسید. بعدها فرقه قرمطیان از اسماعیلیه به منطقه روی آوردند و با فجایعی که نشان‌دادند، حاکم سنی مذهب، تصمیم گرفت تا شیعیان دوازده‌امامی به جای این طایفه در منطقه آزادی بیشتری داشته باشند و همین امر سبب گسترش جمعیت شیعیان اثنی عشری در منطقه شد. در قرن سیزدهم میلادی، مکتبی به نام مکتب بحرین شکل گرفت و دانشمندانی چون کمال‌الدین بن سعاده بحرانی (متوفی ۱۲۴۲)، جمال‌الدین علی بن سلیمان بحرانی (متوفی ۱۲۷۱) و میثم بحرانی (متوفی ۱۲۸۰) را به خود جلب کرد.

## آمار
جمعیت تخمینی فرقه‌ها در بحرین، توسط گروه مطالعاتی و همچنین روزنامه نیویورک تایمز، ۴۵ درصد جمعیت این کشور سنی و ۵۵ درصد شیعه می‌باشند. برخی آمارهای رسمی در بحرین، ۵۱ درصد از جمعیت کشور را سنی مذهب و ۴۹ درصد را شیعه گزارش کرده‌اند.